# شاه‌بلوط هیمالیایی
شاه‌بلوط هیمالیایی(نام علمی: Aesculus indica) نام یک گونه از سرده شاه‌بلوط است.